# Tổ chức phi chính phủ
Một tổ chức phi chính phủ (tiếng Anh: non-governmental organization; viết tắt: NGO) là một tổ chức không thuộc về bất cứ chính phủ nào. Mặc dù về mặt kỹ thuật, định nghĩa cũng có thể bao hàm các tổ chức phi lợi nhuận, thuật ngữ này thường giới hạn để chỉ các tổ chức xã hội và văn hóa mà mục tiêu chính không phải là thương mại. 1 điểm nổi bật nhất của các tổ chức phi chính phủ là việc các tổ chức này tạo ra những hệ thống gắn kết và mạng lưới kết nối những cá nhân xuyên quốc gia.
Một vài người cho rằng cái tên "NGO" là dùng sai vì nó hàm ý bất cứ cái gì "không phải là chính phủ" đều là NGO. Vì NGO thường là các tổ chức phi chính phủ mà ít nhất một phần ngân quỹ hoạt động đến từ các nguồn tư nhân, nên nhiều NGO ngày nay thích dùng từ Tổ chức tình nguyện tư nhân (Private voluntary organization–PVO). 

## Tư vấn Liên Hợp Quốc
Tên gọi "Tổ chức phi chính phủ" (NGO) được chính thức đưa vào sử dụng ngay sau khi thành lập Liên Hợp Quốc vào năm 1945, trong đó điều 71 chương 10 của Hiến chương Liên Hợp Quốc  có đề cập đến vai trò tư vấn của các tổ chức không thuộc các chính phủ hay nhà nước thành viên – xem Chức năng tư vấn (Consultative Status). Vai trò quan trọng của các tổ chức phi chính phủ và các "tổ chức lớn" khác trong việc phát triển bền vững được công nhận trong chương 27 Lưu trữ ngày 17 tháng 2 năm 2003 tại Wayback Machine của Chương trình nghị sự 21, dẫn đến việc sắp đặt lại vai trò tư vấn giữa Liên Hiệp quốc và các tổ chức phi chính phủ.

## Mục đích
Các tổ chức phi chính phủ ra đời với nhiều mục đích khác nhau, thông thường nhằm đẩy mạnh các mục tiêu chính trị và/hay xã hội như bảo vệ môi trường thiên nhiên (ví dụ Hòa bình xanh), khuyến khích việc tôn trọng các quyền con người (ví dụ Ân xá Quốc tế), cải thiện mức phúc lợi cho những người bị thiệt thòi, hoặc đại diện cho 1 nghị trình đoàn thể. Có rất nhiều tổ chức như vậy và mục tiêu của chúng bao trùm nhiều khía cạnh chính trị, xã hội, triết lý và nhân văn.

## Phương pháp
Các tổ chức phi chính phủ hoạt động theo nhiều phương pháp khác nhau, tuy nhiên có thể coi thuộc vào 1 trong 2 kiểu sau. Một số chủ yếu tổ chức vận động hành lang để tạo áp lực chính trị, số khác chủ yếu tiến hành các chương trình và hoạt động (chẳng hạn như Oxfam là tổ chức chống nạn đói và nghèo khổ có các chương trình cung cấp phương tiện và thức ăn, nước uống sạch cho những người bị thiệt thòi).

## Quan hệ
Quan hệ giữa các giới kinh doanh, chính phủ, và các tổ chức phi chính phủ vô cùng phức tạp và đôi khi có sự trái nghịch, đặc biệt là khi các tổ chức phi chính phủ hoạt động đi ngược lại với các giới kinh doanh

## Tình trạng pháp lý
Các hình thức pháp lý của các tổ chức NGO thì đa dạng và phụ thuộc luật pháp và tập quán của mỗi nước. Tuy nhiên, có 4 nhóm chính của các NGO có thể được tìm thấy trên toàn thế giới:
- Hiệp hội tự nguyện chưa hợp nhất.
- Quỹ tín thác (Trusts/Tờ-rớt), tổ chức từ thiện và các quỹ.
- Các công ty không chỉ vì lợi nhuận.
- Các thụ thể được thành lập hoặc đăng ký [5]theo luật phi chính phủ hoặc phi lợi nhuận đặc biệt.

Hội đồng châu Âu ở Strasbourg soạn thảo Công ước châu Âu về Công nhận Tính cách pháp lý của các tổ chức phi chính phủ quốc tế trong năm 1986, trong đó đặt một cơ sở pháp lý chung cho sự tồn tại và hoạt động của các tổ chức NGO tại châu Âu. Điều 11 của Công ước châu Âu về Nhân quyền bảo vệ quyền tự do lập hội, đó cũng là 1 tiêu chuẩn cơ bản cho các tổ chức NGO.

## Danh sách các tổ chức phi chính phủ
Số lượng các tổ chức NGO trong nước Mỹ được ước tính ở mức 1,5 triệu, Nga có 277.000 NGO, Ấn Độ được ước tính có khoảng 2 triệu NGO trong năm 2009, cứ 600 người Ấn Độ thì lại có 1 NGO, và nhiều gấp mấy lần số trường tiểu học và trung tâm y tế chính ở Ấn Độ.
- Các tổ chức chuyên môn/nhân đạo
  - Học bổng Thanh niên Quốc tế
  - AEGEE
  - AIESEC
  - Liên minh cho việc Sử dụng Kháng sinh Thận trọng
  - Liên đoàn Tự do Dân sự Mỹ
  - Ân xá Quốc tế
  - Công giáo cho một Sự lựa chọn Miễn phí
  - Hội đồng Canada
  - Mặt trận hành động chính trị trong tái phát triển đô thị (FRAPRU)
  - Global Witness
  - Hòa bình xanh
  - Tổ chức Theo dõi Nhân quyền (HRW)
  - Dịch vụ nhân đạo cho trẻ em Việt Nam (HSCV)
  - Hiệp hội Quốc tế về Trao đổi Sinh viên Thực tập Nghề nghiệp (IAESTE)
  - Viện Hỗ trợ Quốc tế và Qoàn kết (IFIAS)
  - Thiếu niên Quốc tế (JCI)
  - Oxfam
  - Cao ủy Liên Hợp Quốc về người tị nạn
  - Từ thiện trẻ em Sài Gòn (SCC)
  - Tổ chức Minh bạch Quốc tế
  - Vietnam les enfants de la dioxine (VNED)
- Các tổ chức từ thiện quốc gia
  - Câu lạc bộ Sư tử Quốc tế
- International Relief và Development Organizations (PVOs)
  - CARE International
  - Catholic Relief Services
  - Christina Noble Children's Foundation
  - Kỹ sư không biên giới
  - Dự án đói
  - Phong trào Chữ thập đỏ và Trăng lưỡi liềm đỏ quốc tế
  - Ủy ban Cứu hộ Quốc tế
  - IRC International Water and Sanitation Centre
  - Bác sĩ không biên giới
  - Quân đoàn Nhân từ
  - WaterAid
  - Tổ chức Tầm nhìn Thế giới
- Công nghệ thông tin
  - FFII
  - Passerelles numériques (PN)
  - Quỹ Phần mềm Tự do (FSF)
- Mạng lưới
  - Tổ chức Quốc tế về Trao đổi Tự do
- Các tổ chức phi chính phủ gần như tự quản (QUANGO)
  - Tổ chức tiêu chuẩn hóa quốc tế (ISO) là một trường hợp ngoại lệ. Nó tự coi là một tổ chức phi chính phủ nhưng lại là một mạng lưới các tổ chức tiêu chuẩn thuộc các chính phủ ở 147 quốc gia.
  - W3C
- Các tổ chức thương mại và các nhóm lợi ích được công nghiệp tài trợ
  - Americans for Balanced Energy Choices, một tổ chức phi lợi nhuận chuyên vận động hành lang do ngành công nghiệp than của Mỹ hỗ trơ kinh phí hoạt động]
- Các tổ chức hiệp ước (là các tổ chức độc lập nhưng hoạt động như các tổ chức phi chính phủ, được thành lập và hoạt động bởi các hiệp ước quốc tế)
  - Ủy ban Chữ thập đỏ quốc tế